# Сету леэло

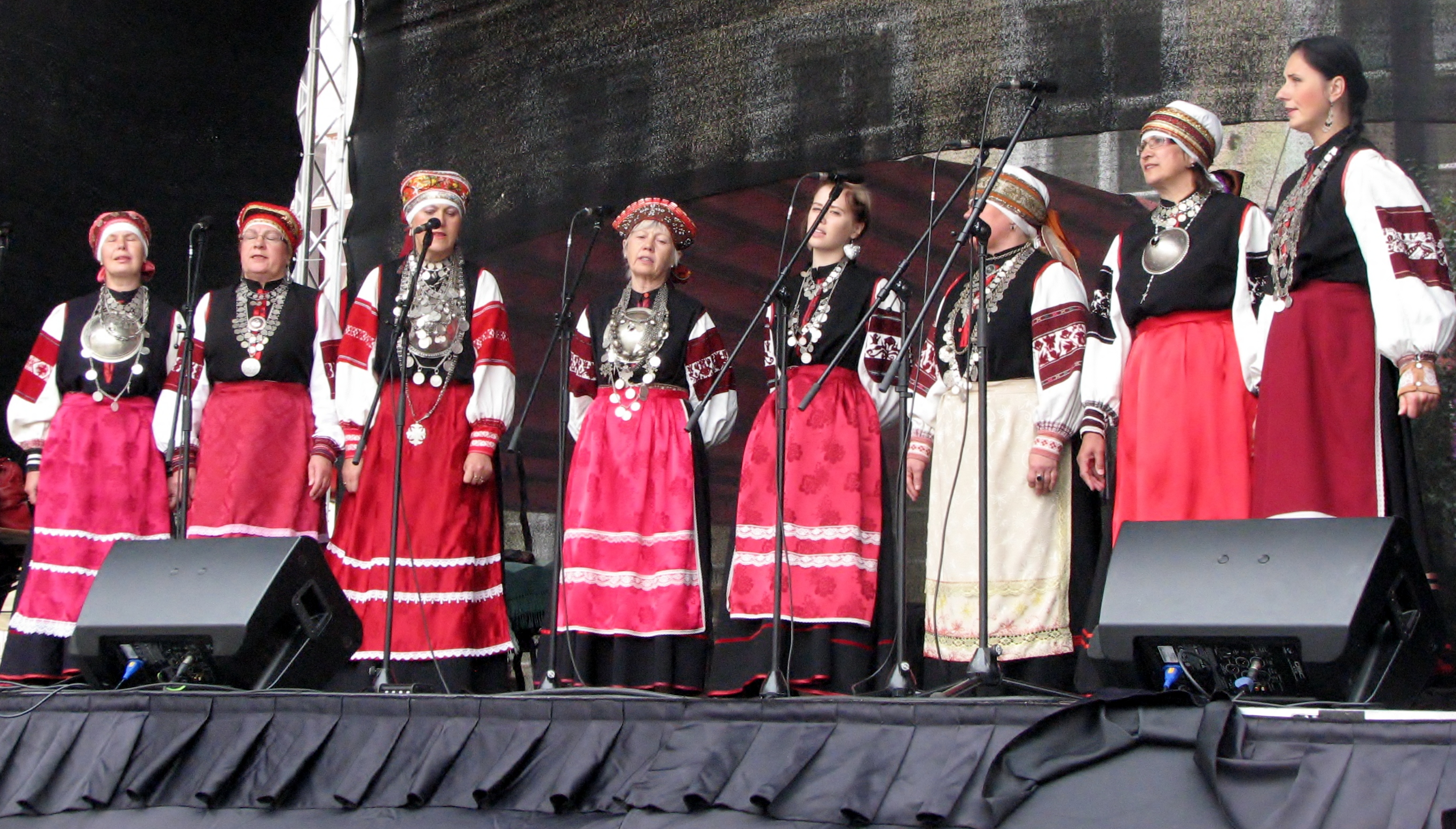
Женщины в традиционной одежде

Сету леэло (эст. setu leelo) — традиционное многоголосное пение народа сету, проживающего на юго-востоке Эстонии. По некоторым данным, сету леэло существует уже более 1000 лет.
В 2009 году этот стиль пения был внесён в список нематериального всемирного наследия ЮНЕСКО в Европе.

## Описание
Для сету леэло, в первую очередь, характерно пение a cappella.
Помимо этого, сету леэло характеризуется чередованием пения солиста и хора: обычно солист сначала поёт простой мотив, а хор присоединяется к нему в конце фразы и повторяет припев. Также солист имеет право импровизировать. В некоторых песнях хор поёт медленнее, мелодичнее и ритмично устойчивее солиста.
Исполняют песни преимущественно женщины.